# آتارو اساکا
آتارو اساکا (انگلیسی: Ataru Esaka؛ زادهٔ ۳۱ مهٔ ۱۹۹۲) بازیکن فوتبال اهل ژاپن است.که در باشگاه فوتبال اولسان اچ‌دی بازی می‌کند.